# Luigi Anguillara
Luigi Anguillara, en realidad Luigi Squalermo (Anguillara Sabazia, ca. 1512 - Ferrara, 5 de septiembre de 1570) fue un médico y botánico italiano del siglo XVI, recordado por haber sido el primer director del Orto botanico di Padova y por haber publicado en Venecia en 1561 Semplici, una obra notable sobre plantas medicinales.
En 1997, el jardín de Padua fue inscrito en la lista del Patrimonio de la Humanidad de la Unesco, con la siguiente motivación:

El jardín botánico de Padua es el origen de todos los jardines botánicos del mundo y representa la cuna de la ciencia, los cambios científicos y nos hace comprensibles las relaciones entre la Naturaleza y la Cultura. Este ha contribuido ampliamente al progreso de numerosas disciplinas científicas modernas, en particular botánica, medicina, química, ecología y farmacia.

## Biografía
Poco se sabe sobre los primeros años de Anguillara. Probablemente nació hacia 1512 en Anguillara Sabazia en Lacio, quizás hijo de un médico papal. A partir de 1539, está atestiguado su presencia en los jardines botánicos privados de Luca Ghini en Bolonia, realizando sus primeras excursiones botánicas por los alrededores de la ciudad. y en otras ciudades italianas. Más adelante, en 1544, estaba en Pisa. Deseoso de conocer las plantas de las que hablaban los autores griegos y latinos, en la década de 1540 viajó a Chipre, Creta, Grecia, Eslavonia, Italia, Córcega, Cerdeña y los alrededores de Marsella. Los conocimientos que adquirió en sus viajes le dieron entonces gran fama y lo pusieron en contacto con los más ilustres eruditos.
En 1546, fue llamado a Padua para formar y dirigir allí el  jardín botánico —siendo nombrado su primer director (prefetto dell'orto dei semplici)— con el propósito de facilitar el aprendizaje y el conocimiento de las plantas medicinales a los estudiantes de la universidad de Padua. Vivió en el jardín y mantuvo relaciones con eruditos de toda Europa y con numerosos mecenas, aristócratas y propietarios de jardines, introduciendo unas 2000 especies. Sin renunciar a sus expediciones, allí permaneció hasta 1561, cuando una discusión con los botánicos Ulisse Aldrovandi (director del Orto Botanico di Bologna) y Pietro Andrea Mattioli lo llevó a partir hacia Ferrara, donde se desempeñó como botánico de Hércules II de Este,  duque de Ferrara (r. 1534-1559). Continuó con sus muchos viajes por Grecia, Italia, Francia y Asia Menor, que le permitieron un conocimiento muy detallado de las plantas mediterráneas. También pudo haber enseñado medicina en Ferrara y probablemente murió allí a causa de la peste.
Anguillara es conocido por su único trabajo, un trabajo notable sobre los simples escrito entre 1549 y 1560 bajo el título de  Semplici, dell' eccelente Luigi Anguillara, li quali in piu pareri a diversi nobili huomini scritti appaiono, et nuovamente da M. Giovanni Marinello mandati in luce (Venecia, 1561). En él describió 1540 plantas —una veintena de ellas plantas nuevas—, sus propiedades medicinales y dónde se encontraban. Las descripciones fueron lo suficientemente claras como para que los historiadores de hoy puedan identificar la mayoría de las plantas descritas por él. También proporcionó notas bibliográficas y nombres alternativos. La obra se basó en De Materia Medica de Pedanius Dioscórides y en otros autores antiguos y estaba organizado en 14 cartas sobre botánica, cada una dedicada a un médico italiano contemporáneo. El libro fue citado con frecuencia por botánicos del siglo XVII. En él hay recogidos algunos pasajes en griego de Cratevas, que había copiado del manuscrito conservado en la biblioteca de San Marcos, en Venecia, y que son los únicos de este autor que se conocen.
Robert Brown, en 1810, llamó  en su honor Anguillaria  a un género de Liliales (más conocido como Ardisia).

## Escritos
- Semplici dell' eccellente ... liquali in piu pareri a diversi nobili huomini scritti appaiono, et nuovamente da m. Giovanni Marinello mandati in luce, Venecia 1561 (traducción en latín con comentarios de Gaspard Bauhin, Basilea 1593) Digitalisat Bayerische Staatsbibliothek